# Iva Breščak
Iva Breščak, slovenska pisateljica in publicistka, * 13. junij 1905, Dobravlje, Ajdovščina, † 17. december 1991.

## Življenje in delo
Rodila se je v slovenski kmečki družini v kateri je bilo štirinajst otrok. Ljudsko šolo je obiskovala v rojstnem kraju (1911-1918), nato pa triletno trgovsko šolo v  Portogruaru pri Benetkah, kjer je skupaj z bratom Mirom živela pri sestri Tei. Leta 1928 se je preselila v Milano. Semkaj je prišlo še več njenih bratov in sester. Literarno je začela delovati že leta 1923, ko so bili v Novi Reviji in Ženskem svetu objavljeni njeni prvi članki s portreti sodobnikov ter o gospodinjstvu. Pomembni pa so njeni prozni teksti: novele in črtice: npr. Malù, Dina ima prijatelja, Bela roka brez zapestnice, Njen obraz, Življenje matere Rozalije in drugi. Proti koncu 30-tih let 20. stoletja je Mohorjeva družba v Gorici sprejela v program za redno knjižno zbirko leta 1940 zbirko njenih novel, ki naj bi izšle pod naslovom Ogenj.  Knjiga je imela posebno usodo: bila je tiskana junija 1940, vendar ni nikoli izšla ker to fašistične oblasti niso dovolile. Ohranilo se je le nekaj izvodov, ostalo pa je tiskarna poslala v razrez za star papir. Večje število njenih rokopisov pa je bilo uničenih ob bombardiranju Milana 20. oktobra 1944.